# Puntate di Fratelli Caputo
La prima stagione della miniserie televisiva Fratelli Caputo, composta da 4 puntate, è stata trasmessa in prima visione e in prima serata su Canale 5 dal 23 dicembre 2020 all'8 gennaio 2021. Le prime tre puntate sono state trasmesse di mercoledì, mentre la quarta ed ultima puntata di venerdì.
| nº | Titolo          | Prima TV         |
| -- | --------------- | ---------------- |
| 1  | Prima puntata   | 23 dicembre 2020 |
| 2  | Seconda puntata | 30 dicembre 2020 |
| 3  | Terza puntata   | 6 gennaio 2021   |
| 4  | Quarta puntata  | 8 gennaio 2021   |

## Prima puntata
Nino e Alberto sono fratellastri, entrambi figli di Calogero Caputo, il più amato sindaco di Roccatella: in quel paesino siciliano, Calogero ha sposato Agata ed avuto il suo primo figlio, Nino; di passaggio a Milano, l'uomo ha conosciuto Franca e da lei ha avuto il secondo figlio, Alberto, e in Sicilia non ci è più tornato. Nino, titolare e fondatore della Nino's Stars agenzia promozionale per musicisti (di scarso successo) è cresciuto così senza padre, con la ferita di un abbandono che la madre non ha mai cercato di attenuare; invece Alberto ha avuto un padre, una famiglia felice e una formazione universitaria, tutto ciò che a Nino è stato negato. Quando a Roccatella vengono indette le elezioni amministrative per il nuovo sindaco, Alberto (il cui partito gli ha consigliato di iniziare proprio lì la sua carriera politica) vi giunge per candidarsi, seguito dalla moglie Patrizia e dai figli, l'adolescente Barbara e il piccolo Giacomo, mentre il maggiore Andrea, studente universitario, rimane a Milano; andando ad abitare nella casa ereditata da Calogero, si ritrovano a convivere con Nino, Agata e la domestica Rosalia.
Agata consiglia al figlio di concorrere anche lui per il posto di sindaco, così Nino e Alberto si fronteggiano come candidati alla poltrona. A vincere le elezioni è Alberto, ma Nino (su consiglio di sua madre) si unisce all'opposizione in modo da poter osteggiare Alberto, inoltre lo incastra di fronte alle telecamere dicendo (contrariamente alle reali intenzioni del fratellastro) che si stabilirà definitivamente a Roccatella, e che darà ospitalità a Nino e a sua madre benché la casa non appartenga a loro. Barbara non intende affatto rimanere e confida allo zio di voler tornare a Milano, e concordano un piano: Nino chiede a Simone, uno studente amante del teatro  di fingersi un tamarro, nonché un aspirante pretendente di Barbara, così da indurre la famiglia di Alberto a tornare a Milano, in cambio gli promette di usare la sua influenza per far sì che il teatro di Roccatella possa allestire l'opera teatrale di Edipo che Simone ha preparato. Nel frattempo Agata, pur mantenendo un atteggiamento distaccato e sarcastico nei confronti degli "intrusi", pian piano si affeziona a Giacomo.
Nino e Alberto iniziano lentamente a legare, in effetti il rapporto tra Alberto e il padre non è mai stato idilliaco, anche perché Calogero era un padre severo, sentiva la mancanza di Nino e più volte aveva invitato quest'ultimo a venirlo a trovare a Milano, e davanti al rifiuto del primogenito ha sofferto molto, Nino infatti non è mai andato a Milano a trovare il padre per rispetto nei confronti di Agata. Alberto cerca di promuovere l'idea dell'isola verde, ovvero la raccolta differenziata a Roccatella, ma senza successo, proprio Nino riesce ad aiutarlo convincendolo a elargire dei favori ai titolari delle attività locali in modo da ottenere il loro sostegno, in passato anche Calogero ricorse a un sistema simile quando convinse i membri della comunità a mandare i loro figli a scuola. In cambio dell'aiuto di Nino, suo fratello gli accorda il permesso di allestire il festival musicale di Roccatella, al quale inizialmente Alberto si era opposto. A sorpresa, un giorno a Roccatella arriva anche Andrea.
- Ascolti: telespettatori 3 385 000 – share 14,80%[4].

## Seconda puntata
Dopo la crepatura del tetto di una scuola, viene organizzata una serata di beneficenza per raccogliere fondi per la sua ristrutturazione. Si pensa di valorizzare l'evento, gestito da Patrizia, invitando un volto noto: Nino propone il musicista Red Canzian, sostenendo fintamente di conoscerlo. Nino non sa però che Red si trova proprio nei paraggi di Roccatella, così la cognata lo spinge a incontrarlo scoprendo poi che Nino non ha fatto che mentirle spudoratamente; grazie a Giacomo, Nino riesce a parlarci e lo convince a partecipare. Nino convince Patrizia ad affidargli la responsabilità di allestire il palcoscenico per Canzian, venendo pagato in modo da estinguere un debito che ha contratto. La serata si rivela un successo, Andrea accompagna Canzian con il pianoforte in Stare senza di te dato che il pianista che Nino aveva assunto non è stato capace di reggere l'emozione. Nino rimane in breve tempo affascinato dal talento di suo nipote. L'evento di beneficenza è stato brevemente interrotto da Barbara e un ubriaco Simone. I genitori di quest'ultimo, che dopo aver saputo ciò che è accaduto alla festa erano andati da Alberto per porgere le loro scuse, gli rivelano del piano escogitato da Barbara e Nino, che difende la nipote. Alberto e Patrizia impongono alla figlia di studiare tutta l'estate per recuperare due insufficienze, altrimenti dovrà rimanere a Roccatella.
Andrea vorrebbe lasciare gli studi universitari da commercialista (nonostante il padre di Patrizia fosse disposto a dargli un lavoro) per seguire il suo vero sogno coltivato per anni, di cui solo Barbara è a conoscenza: ovvero diventare cantautore. È sempre stato recalcitrante a confessarlo ai genitori perché teme di deluderli. Alberto aiuta Barbara con il latino e il greco, mentre Nino incoraggia Andrea a perseguire il suo sogno, dopo aver ascoltato una  canzone che Andrea ha scritto personalmente. Nino vorrebbe fargli da manager, anche lui voleva diventare un musicista ma (come Patrizia aveva già sospettato) Agata dopo l'abbandono del marito ha usato il ricatto emotivo per costringere Nino a restarle accanto dovendo abbandonare ogni velleità personale, e infatti non vuole che anche Andrea debba rinunciare alle sue ambizioni artistiche. All'insaputa di tutti, Barbara e Nino portano Andrea in un ristorante permettendogli di esibirsi. Tutti gli avventori, come Nino e Barbara, rimangono colpiti dal talento di Andrea, sennonché durante l'esibizione, però, il ragazzo viene sopraffatto dall'ansia da prestazione, facendo una brutta figura. Andrea si sente umiliato, ma Nino e Barbara cercano di fargli  capire che lui ha talento, e che una volta sconfitta la sua ansia diventerà un musicista di successo. Nino chiede a Simone, dal notevole curriculum scolastico, di aiutare Barbara con lo studio, sempre dietro la promessa di aiutarlo ad allestire la sua opera teatrale; Alberto e Patrizia accettano, mentre Barbara è reticente.
Alberto è alle prese con Bernardo, titolare di un'impresa idraulica, notoriamente conosciuto per essere un uomo rabbioso e violento, lui non accetta le riforme di Alberto che intende multarlo avendo diversi dipendenti pagati in nero. Nino tenta di convincere Alberto a commissionare qualche lavoro gratuito a Bernardo in alternativa alla multa, ma il sindaco non intende scendere a questo tipo di compromessi, anche perché nutre una certa antipatia per Bernardo che non solo ha cercato di corromperlo, ma gli ha squarciato anche le ruote della sua auto. Alberto intende aprire un'esposizione archeologica con dei reperti rinvenuti dopo un carotaggio effettuato in un lotto di terreno di Agata (espropriato per pubblica utilità per ricavarne un mercato ittico), ma quando si presenta un archeologo che afferma di aver ritrovato quei reperti molti anni prima, i quali sono già inseriti nell'inventario del museo, e che potrebbe denunciarlo, Alberto capisce di essere stato ingannato da Nino, il quale aveva rubato dal museo quei reperti per sotterrarli nel terreno di sua madre sperando che, qualora fossero stati ritrovati il mercato ittico non sarebbe più stato costruito. Alberto annulla l'esposizione e affronta Nino, infatti dovrebbe denunciarlo. Proprio durante l'esposizione (che è stata annullata) Bernardo armato di mazza tenta di aggredire Alberto, ma Nino istintivamente si frappone e Bernardo lo colpisce alla testa per poi darsi alla fuga. Nino viene soccorso da Alberto, Patrizia, Andrea, Barbara e Giacomo e in ospedale spiega ad Alberto di averlo difeso semplicemente perché è suo fratello.
- Ascolti: telespettatori 3 117 000 – share 13,80%[5].

## Terza puntata
Franca telefona al figlio per comunicargli che la sera successiva arriverà a Roccatella, ansiosa di rivedere i nipoti. Nino e Alberto cercano di mandare via Agata e Rosalia facendo credere a entrambe che hanno vinto un soggiorno gratuito in un hotel di Taormina. L'arrivo in anticipo di Franca, però, rovina il loro piano. Franca e Agata iniziano a litigare, ma vengono bloccate dalle rispettive famiglie. Nessuna delle due intende lasciare la casa né cercare un punto d'incontro. Agata inizia a essere più premurosa nei confronti di Alberto e Patrizia, e anche con i loro figli, ma solo per sminuire Franca. Quest'ultima alloggerà nella stanza di Turi, un dipendente di Nino a cui quest'ultimo dà ospitalità, che durante la permanenza della donna andrà a stare alla Nino's Stars. Durante un loro successivo litigio, Nino e Alberto vengono a sapere che Calogero aveva preso una sbandata per Franca ma se ne era pentito molto presto, e aveva cercato di rimediare mandando molte lettere di scuse ad Agata, alle quali lei non rispose mai; Alberto ora comprende l'atteggiamento distaccato del padre: per tanto tempo aveva creduto di essere una delusione come figlio, ma adesso ha compreso che la malinconia di Calogero era dovuta al fatto che voleva stare con Agata e Nino. Quest'ultimo si arrabbia con sua madre, leggendo le lettere che suo padre le aveva spedito, si sente ferito dato che Agata gli aveva impedito di tornare a Roccatella. Franca era rimasta incinta di Alberto, e Agata sentendosi umiliata non voleva più avere niente a che fare con suo marito. Nino trova ingiusto che Agata, per via del suo orgoglio, gli abbia impedito di crescere senza un padre. Agata cerca di fargli capire che cinquant'anni prima le cose erano diverse e meditava il suicidio per la vergogna, ma lui era ciò che le dava la forza di andare avanti, e fanno pace.
Tutta la famiglia, compresa Agata, va alla recita dei bambini di Roccatella, saranno Nino e Giacomo ad annunciare sul palcoscenico l'inizio della recita, questa è la prima volta che Agata esce di casa da quando il marito la tradì, ha deciso di mettere da parte il suo rancore solo perché Giacomo ci teneva che lei presenziasse. Franca chiede perdono al figlio spiegandogli che, a differenza di Agata, lei non ha avuto il coraggio di lasciare Calogero, tenendolo con sé anche se lui non l'amava; il giorno dopo l'avvenuta riconciliazione, Franca torna a Milano. Patrizia confessa ad Alberto di apprezzarlo anche più di prima perché lui è un uomo migliore di Calogero, dato che al contrario di suo padre lui è un marito devoto. Agata decide di aiutare Giacomo a socializzare con i bambini del posto insegnandogli a giocare a calcio. Patrizia e Carmela (innamorata da tempo di Nino) decidono di avviare un'attività commerciale di fabbricazione di borse (da realizzare tramite telai) dopo che i primi modelli hanno riscosso un bel successo. Solo le anziane della comunità, però, sanno come lavorare con i telai, Patrizia può procurarli ma serve la manovalanza, dunque le serve l'aiuto di Agata. Quest'ultima all'inizio non prende la cosa molto seriamente, ma quando Patrizia le spiega che le borse si possono vendere a 1 500 euro al pezzo l'anziana donna accetta di assumere le lavoratrici, è anche pronta a offrire il suo magazzino, ma vuole il 30% dei proventi. Patrizia accetta ma a patto che Agata si faccia carico del ruolo di supervisore.
Alcuni pescatori, incitati da Nino, protestano contro Alberto perché temono di venire danneggiati dal mercato ittico, ma lui li convince del contrario spiegando che invece ci saranno solo vantaggi per tutti. Nino suggerisce ad Andrea di inviare un provino al talent show Music Factory, e lo aiuta a girare il video di presentazione insieme a Turi e Barbara. Nino, fingendosi ingegnere, scoraggia con storie inventate le potenziali ditte interessate alla costruzione del mercato ittico, che quindi si ritirano, oltre a far girare un video a sua madre in cui lei afferma di essere stata presa di mira; Alberto, scoperto ciò, affronta Nino e cerca di contattare le ditte per spiegare la situazione. Durante una passeggiata Barbara viene importunata da due ragazzi, ma Simone li vede e li allontana con una scusa. Alberto viene a sapere che la regione ha bloccato il progetto perché afferma che di mercati ittici ce ne sono fin troppi: la reale motivazione è la volontà di costruire sul terreno incolto un mega-resort che garantirebbe introiti da milioni di euro; Alberto rifiuta fermamente l'idea di far erigere un ecomostro e non intende apporre la sua firma per un progetto che andrebbe a gravare sulla pelle dei roccatellesi. L'onorevole Valenti, che preme affinché il progetto venga portato a termine, minaccia di rovinarlo se non dovesse cambiare idea.
- Ascolti: telespettatori 2 404 000 – share 9,70%[6].

## Quarta puntata
Alberto e Patrizia scoprono casualmente il video del provino di Andrea registrato nell'agenzia di spettacolo di Nino. Andrea, Barbara e Simone li raggiungono, e il primo finalmente confessa ai genitori di voler lasciare gli studi di economia per seguire la sua vera ambizione; Alberto è contrario, ma Nino gli chiede di non ostacolare il figlio come loro padre ha fatto con Alberto stesso. Andrea viene preso come concorrente a Music Factory. Barbara aiuta lo zio di Simone al banco del pesce, e tra lei e il ragazzo la simpatia si intensifica. L'attività commerciale di Patrizia va a gonfie vele e, su suggerimento di Barbara, apre una linea borse giovanili. Carmela chiede a Patrizia di organizzare un appuntamento con Nino al posto suo, anche perché Agata non la sopporta. Alberto mostra a Manolo Bombardini, un famosissimo e potente produttore discografico, il provino del figlio; l'uomo vuole prendere Andrea nella sua agenzia e lanciarlo. Nino, che sperava di accompagnare il nipote a Milano come suo manager, vedendo in Andrea la speranza di potersi finalmente allontanare da Roccatella e da Agata, ci rimane male quando comprende che Alberto lo reputa un incapace ritenendo che Bombardini sia più adatto di lui a patrocinare la carriera musicale di Andrea. Nonostante ciò Nino spinge Andrea a partire anche senza di lui. L'onorevole Valenti approfitta dello stato d'animo di Nino per indurlo a fare opposizione contro Alberto, criticarlo in consiglio e attaccarlo per ogni errore, così che verrà sfiduciato e rispedito a Milano. Nino, convinto da Patrizia, esce con Carmela, e per la prima volta Nino sembra mostrare un certo interesse per lei, colpito dalla sua sensibilità, dato che Carmela è stata l'unica che ha realmente capito quanto lui si sia sentito umiliato quando Alberto ha preferito Bombardini a lui come impresario musicale per Andrea.
Barbara ha ormai capito di essersi innamorata di Simone e lo raggiunge al teatro dove sta facendo le prove del suo spettacolo, ma ci rimane male quando lo vede baciarsi, seppur per finta, con un'attrice. Simone chiede a Barbara se sia gelosa, e lei nega maldestramente. Simone, Barbara, Giacomo, Patrizia e Alberto si collegano in videochiamata con Andrea, mentre Nino preferisce rimanere in ascolto dietro una porta. Durante la votazione del consiglio riguardo alla sfiducia verso Alberto, a sorpresa Nino dichiara che l'opposizione sta dalla parte del sindaco, mandando così il fumo il piano di Valenti; successivamente Nino ammette ad Alberto che disprezza Valenti, il quale gli aveva promesso la poltrona di sindaco, e che gli ha fatto solo credere di essere disposto a fregarlo, anche se afferma che non se lo merita. Alberto si scusa con Nino dicendo di aver pensato che un manager più importante facesse più al caso di Andrea, e che almeno avrebbe dovuto parlargliene, e Nino lo perdona. Alberto e Nino decidono di unire le forze per fermare Valenti.
Carmela affronta Agata riguardo sia la gestione della fabbricazione di borse sia le frecciatine alle quali la sottopone continuamente. Alberto chiede a Cascone, il vicesindaco che lo aveva inaspettatamente sfiduciato dopo essere stato corrotto da Valenti, di rassegnare le dimissioni. Nino finge di accettare una mazzetta da Valenti, ma insieme ad Alberto registra la scena; i due allora gli impongono, in cambio della non divulgazione del video, di andare in commissione regionale e inventarsi una scusa per bloccare il progetto del mega-resort, per poi dimettersi dalla carica di onorevole e smettere di fare politica. Alberto nomina Nino come nuovo assessore. Nino, Agata, Rosalia, Carmela, Alberto, Patrizia, Giacomo, Barbara e Simone si riuniscono per guardare il debutto di Andrea nella prima puntata di Music Factory; purtroppo Andrea viene eliminato, sebbene si fosse guadagnato il consenso del pubblico. Agata sostiene che è "colpa" di Carmela se Andrea ha perso; Nino la raggiunge per consolarla e con un giro di parole le fa intendere di ricambiare il suo interesse. Barbara e Simone ammettono di piacersi e si baciano.
L'estate è quasi finita. Alberto e la sua famiglia si preparano a tornare a Milano; Manolo sta preparando delle serate per Andrea e forse gli farà incidere anche un disco; Nino ora ha il doppio incarico di vicesindaco e assessore, e Alberto lo vorrebbe proporre come nuovo sindaco alle successive elezioni; Barbara promette a Simone che tornerà a ottobre per vedere il suo debutto con lo spettacolo teatrale. I due fratelli e le rispettive famiglie si salutano reciprocamente con calore e affetto. Durante la riunione del consiglio cittadino dove Nino annuncia i suoi propositi qualora ottenesse la nomina a sindaco, arriva Alberto seguito dalla moglie e dai figli, che ritira le sue dimissioni, con grande felicità dei consiglieri che trovavano assurde le iniziative che Nino voleva promuovere. I due fratelli tornano a essere rivali, comunque il vero motivo per cui Alberto, Patrizia, Andrea, Barbara e Giacomo hanno deciso di non tornare a Milano è perché hanno capito che ormai sono troppo legati a Nino, Agata, Carmela e Simone, e che il loro posto è a Roccatella.
- Ascolti: telespettatori 3 348 000 – share 14,60%[7].